# Cremastus desertorum
Cremastus desertorum là một loài tò vò trong họ Ichneumonidae.